# Simbabwische Cricket-Nationalmannschaft in Bangladesch in der Saison 2006/07
Die Tour der simbabwischen Cricket-Nationalmannschaft nach Bangladesch in der Saison 2006/07 fand vom 28. November bis zum 9. Dezember 2006 statt. Die internationale Cricket-Tour war Bestandteil der Internationalen Cricket-Saison 2006/07 und umfasste fünf ODIs und ein Twenty20. Bangladesch gewann die ODI-Serie mit 5–0 und die Twenty20-Serie mit 1–0.

## Vorgeschichte
Beide Teams spielten zuvor in der ICC Champions Trophy 2006, bei der beide Mannschaften in der Qualifikation ausschieden.
Das letzte Aufeinandertreffen der beiden Mannschaften bei einer Tour fand in der Saison 2006 in Simbabwe statt.

## Stadien
Die folgenden Stadien wurden für die Tour als Austragungsort vorgesehen und am 22. Oktober bekanntgegeben.
| Stadion                                | Stadt  | Kapazität | Spiele         |
| -------------------------------------- | ------ | --------- | -------------- |
| Shaheed Chandu Stadium                 | Bogra  | 15.000    | 2. & 3. ODI    |
| Sher-e-Bangla National Cricket Stadium | Dhaka  | 26.000    | 4. & 5. ODI    |
| Sheikh Abu Naser Stadium               | Khulna | 15.000    | 1. ODI; 1. T20 |

## Kaderlisten
Simbabwe benannte seinen Kader am 9. Dezember 2006. 
Bangladesch benannte seinen Kader 19. November 2006.
| ODI | ODI | Twenty20 | Twenty20 |
| Bangladesch | Simbabwe | Bangladesch | Simbabwe |
| --- | --- | --- | --- |
| - Mohammad Ashraful (K) - Enamul Haque - Junaid Siddique - Mahbubul Alam - Mahmudullah - Mashrafe Mortaza - Mehrab Hossain - Mushfiqur Rahim (wk) - Naeem Islam - Nazmul Hossain - Rubel Hossain - Raqibul Hassan - Shakib Al Hasan - Tamim Iqbal | - Prosper Utseya (K) - Elton Chigumbura - Graeme Cremer - Keith Dabengwa - Hamilton Masakadza - Stuart Matsikenyeri - Chris Mpofu - Tawanda Mupariwa - Forster Mutizwa - Ray Price - Ed Rainsford - Vusi Sibanda - Tatenda Taibu - Malcolm Waller - Sean Williams | - Mohammad Ashraful (K) - Abdur Razzak - Aftab Ahmed - Farhad Reza - Mashrafe Mortaza - Mohammad Rafique - Mushfiqur Rahim (wk) - Nadif Chowdhury - Nazmus Sadat - Shahadat Hossain - Shahriar Nafees - Shakib Al Hasan | - Prosper Utseya (K) - Gary Brent - Chamunorwa Chibhabha - Elton Chigumbura - Keith Dabengwa - Anthony Ireland - Hamilton Masakadza - Stuart Matsikenyeri - Mluleki Nakala - Brendan Taylor (wk) - Sean Williams |

## Tour Match
| 26. November Scorecard | Sabhar | Zimbabweans 221-8 (50)          | – | BCB Presidents XI 195 (47.2) |
|                        |        | Zimbabweans gewinnt mit 26 Runs |   |                              |

## Twenty20 International in Khulna
| 28. November Scorecard | Khulna | Bangladesch 166 (19.5)          | – | Simbabwe 123-9 (20) |
|                        |        | Bangladesch gewinnt mit 43 Runs |   |                     |

## One-Day Internationals

### Erstes ODI in Khulna
| 30. November Scorecard | Khulna | Simbabwe 184-9 (50)               | – | Bangladesch 186-1 (45.3) |
|                        |        | Bangladesch gewinnt mit 9 Wickets |   |                          |

### Zweites ODI in Bogra
| 3. Dezember Scorecard | Bogra | Simbabwe 217-7 (50)               | – | Bangladesch 218-4 (42.4) |
|                       |       | Bangladesch gewinnt mit 6 Wickets |   |                          |

### Drittes ODI in Bogra
| 5. Dezember Scorecard | Bogra | Bangladesch 220 (49.2)          | – | Simbabwe 194 (49) |
|                       |       | Bangladesch gewinnt mit 26 Runs |   |                   |

### Viertes ODI in Dhaka
| 8. Dezember Scorecard | Dhaka | Simbabwe 146 (47.2)               | – | Bangladesch 147-2 (32.2) |
|                       |       | Bangladesch gewinnt mit 8 Wickets |   |                          |

### Fünftes ODI in Dhaka
| 9. Dezember Scorecard | Dhaka | Simbabwe 193-8 (50)               | – | Bangladesch 197-7 (49) |
|                       |       | Bangladesch gewinnt mit 3 Wickets |   |                        |